# Don’t Be So Shy
Don't Be So Shy – piosenka francuskiej piosenkarki Imany, pochodząca z jej drugiego albumu studyjnego The Wrong Kind of War.

## Informacje o utworze
Utwór został napisany przez samą Imany oraz Stéfane Goldman. Jeszcze tego samego roku ukazał się remix piosenki, wykonany przez rosyjski duet Filatov & Karas. Ich adaptacja stała się międzynarodowym przebojem, tym samym czyniąc „Don't Be So Shy” największym hitem w karierze Imany. Ich wersja pojawiła się nawet na albumie piosenkarki.
W 2014 utwór został wykorzystany w filmie Sous les jupes des filles.
W Polsce piosenka była singlem numer jeden i osiągnęła certyfikat diamentowej płyty.
Imany wykonała ten utwór 8 maja 2016  w czasie finału jedenastej edycji programu Must Be the Music. Tylko muzyka. Ponadto, w wyemitowanym 22 października szóstym odcinku szóstej edycji programu Twoja twarz brzmi znajomo, oryginalną wersję utworu wykonał Kamil Bijoś, który wcielił się w rolę Imany.

## Track listy i formaty
- „Don't Be So Shy”(Filatov & Karas Remix) – 3:10
- „Don't Be So Shy”(Ruslan Nigmatullin Remix) – 3:46
- „Don't Be So Shy”(Work in Progress) – 3:02

## Notowania
"Don't Be So Shy" (Filatov & Karas Remix)
| Chart (2015–16)                      | Najwyższa pozycja |
| ------------------------------------ | ----------------- |
| Australia (Top 50 Singles)           | 9                 |
| Austria (Ö3 Austria Top 40)          | 1                 |
| Dania (Track Top-40)                 | 16                |
| Finlandia (Top 20 Singles)           | 5                 |
| Francja (Top 200 Singles)            | 1                 |
| Niemcy (Top 100 Singles)             | 1                 |
| Węgry (Rádiós Top 40 játszási lista) | 2                 |
| Włochy (Top 20 Singles)              | 22                |
| Norwegia (Top 20 Singles)            | 17                |
| Polska (AirPlay – Top)               | 1                 |
| Słowacja (Singles Digital)           | 1                 |
| Hiszpania (Top 50 Singles)           | 6                 |
| Szwecja (Top 60 Singles)             | 10                |
| Szwajcaria (Singles Top 100)         | 1                 |